# Sent Constanç
Sent Constanç (en francès Saint-Coutant) és un municipi francès situat al departament del Charente i a la regió de la Nova Aquitània. L'any 2007 tenia 216 habitants.

## Demografia

### Població
El 2007 la població de fet de Saint-Coutant era de 216 persones. Hi havia 96 famílies de les quals 28 eren unipersonals (20 homes vivint sols i 8 dones vivint soles), 36 parelles sense fills, 28 parelles amb fills i 4 famílies monoparentals amb fills.
La població ha evolucionat segons el següent gràfic:
Habitants censats

### Habitatges
El 2007 hi havia 143 habitatges, 98 eren l'habitatge principal de la família, 19 eren segones residències i 26 estaven desocupats. 142 eren cases i 1 era un apartament. Dels 98 habitatges principals, 88 estaven ocupats pels seus propietaris, 5 estaven llogats i ocupats pels llogaters i 5 estaven cedits a títol gratuït; 1 tenia una cambra, 5 en tenien dues, 17 en tenien tres, 31 en tenien quatre i 44 en tenien cinc o més. 80 habitatges disposaven pel capbaix d'una plaça de pàrquing. A 45 habitatges hi havia un automòbil i a 42 n'hi havia dos o més.

### Piràmide de població
La piràmide de població per edats i sexe el 2009 era:
| Homes | Edats   | Dones |
| ----- | ------- | ----- |
| 0     | 95 o +  | 0     |
| 0     | 90 a 94 | 0     |
| 0     | 85 a 89 | 8     |
| 4     | 80 a 84 | 4     |
| 4     | 75 a 79 | 4     |
| 16    | 70 a 74 | 8     |
| 8     | 65 a 69 | 20    |
| 12    | 60 a 64 | 4     |
| 8     | 55 a 59 | 16    |
| 0     | 50 a 54 | 0     |
| 0     | 45 a 49 | 4     |
| 20    | 40 a 44 | 12    |
| 8     | 35 a 39 | 8     |
| 0     | 30 a 34 | 0     |
| 8     | 25 a 29 | 4     |
| 0     | 20 a 24 | 4     |
| 20    | 15 a 19 | 8     |
| 4     | 10 a 14 | 4     |
| 0     | 5 a 9   | 4     |
| 0     | 0 a 4   | 0     |

## Economia
El 2007 la població en edat de treballar era de 133 persones, 81 eren actives i 52 eren inactives. De les 81 persones actives 75 estaven ocupades (48 homes i 27 dones) i 6 estaven aturades (4 homes i 2 dones). De les 52 persones inactives 24 estaven jubilades, 3 estaven estudiant i 25 estaven classificades com a «altres inactius».

### Ingressos
El 2009 a Saint-Coutant hi havia 97 unitats fiscals que integraven 206 persones, la mediana anual d'ingressos fiscals per persona era de 12.715 €.

### Activitats econòmiques
Dels 4 establiments que hi havia el 2007, 1 era d'una empresa de fabricació d'altres productes industrials i 3 d'empreses de construcció.
Dels 3 establiments de servei als particulars que hi havia el 2009, 1 era una fusteria, 1 electricista i 1 empresa de construcció.
L'any 2000 a Saint-Coutant hi havia 26 explotacions agrícoles que ocupaven un total de 790 hectàrees.

## Poblacions més properes
El següent diagrama mostra les poblacions més properes.